# Sächsische II K
Als Gattung II K (sprich: zwei K) bezeichneten die Königlich Sächsischen Staatseisenbahnen Schmalspurdampflokomotiven der Bauart Fairlie mit der Spurweite 750 mm, die bis 1909 aus dem Betriebsdienst ausschieden. 1913 wurden aus Lokomotiven der Vorgängerbauart Gattung I K zwei Doppellokomotiven gebildet, die ebenso als Gattung II K bezeichnet wurden. In der Literatur wird darum in II K (alt), eben diese beiden Fairlie-Lokomotiven von 1885 (1903 und 1909 ausgemustert), und II K (neu), die Gattung von 1913, unterschieden, eine praktische Verwechslungsmöglichkeit bestand daher nicht.

## Geschichte
In Sachsen wurden seit 1881 zahlreiche, teils krümmungs- und neigungsreiche Schmalspurstrecken eröffnet, deren Verkehrsaufkommen stetig zunahm. Die Leistung der zunächst eingesetzten I K reichte bald nicht mehr aus. Daher wurden 1885 von Hawthorn, Leslie & Company aus Newcastle upon Tyne in England zwei Fairlie-Lokomotiven zu einem Stückpreis von 51.771 Mark geliefert. Beide Lokomotiven wurden in die Gattung Hth F TK eingeordnet, welche sie als Tenderlokomotiven (T) der Bauart Fairlie (F) mit 750 mm Spurweite (K) des Herstellers Hawthorn (Hth) kennzeichnete. Sie erhielten die Bahnnummern 18 bzw. 19. Ab 1896 wurde die Gattung als K II, ab 1900 als II K bezeichnet.
Die Lokomotiven bewährten sich nicht. Völlig unzumutbar waren vor allem die Bedingungen für das Lokomotivpersonal. Dem Heizer dürfte ein geradezu akrobatisches Geschick abverlangt worden sein, um beide Feuerbüchsen in seinem engen Heizerstand mit der nötigen Kohle zu bestücken. Zudem besaßen die Lokomotiven ein zu hohes Gewicht für die meisten Strecken.
Von einer weiteren Beschaffung wurde zugunsten der Gattung III K abgesehen. Die beiden Einzelgänger wurden 1903 (Nr. 18) bzw. 1909 (Nr. 19) ausgemustert.

## Technische Merkmale
Die Fahrzeuge besaßen einen Doppelkessel mit zwei Stehkesseln. Sie hatten vier Nassdampftriebwerke mit einer Heusinger-Steuerung für jedes Triebwerk. Ihre Höchstgeschwindigkeit betrug 30 km/h.